# Anna Freud
Pour les articles homonymes, voir Freud (homonymie).
Anna Freud, née le 3 décembre 1895 à Vienne et morte le 9 octobre 1982 à Londres, est une psychanalyste, née en Autriche, puis exilée en Angleterre en 1938, et naturalisée britannique. Elle est la fille du psychanalyste Sigmund Freud.

## Biographie

### Enfance et formation

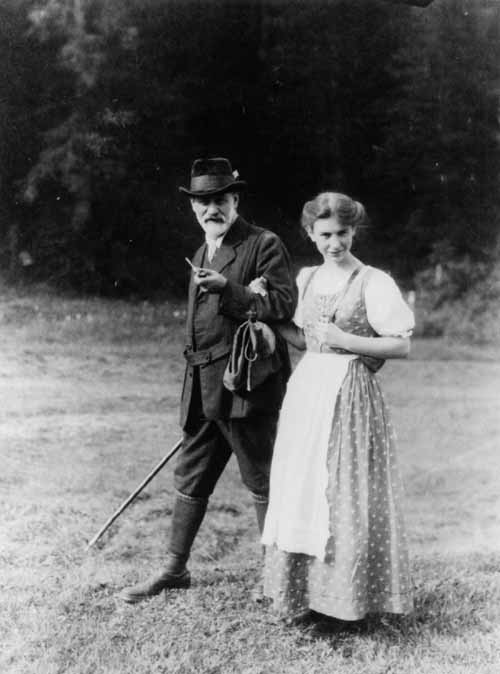
Anna Freud et son père (1913)

Anna Freud est la plus jeune enfant de Sigmund et Martha Freud. Sixième d'une fratrie nombreuse et dont la naissance n'est pas désirée, elle lutte pour être reconnue. Elle souffre d'anorexie. Elle suit une formation d'enseignante à l'école Montessori de Vienne et passe le concours pour devenir institutrice en 1914, devenant la seule fille de Freud qui exerce un métier. Elle est titularisée en 1917, année où elle souffre de tuberculose, et enseigne jusqu'en 1920,.

### Psychanalyse
Sa première analyse est menée par son père Sigmund Freud de 1918 à 1922 (puis une seconde analyse de 1924 à 1929). Jacques Van Rillaer qualifie cette analyse d'incestueuse. À ce sujet, Freud écrit plus tard à Edoardo Weiss, qui lui demandait conseil à propos de son fils que, même si avec sa fille il avait bien réussi, prendre un fils en analyse était une chose qu’il ne pouvait pas conseiller.
À la suite de cette analyse, Freud publie en 1919 une étude intitulée « Un enfant est battu, Contribution à la connaissance de la genèse des perversions sexuelles », où l’un des cas cités, le cinquième, ne peut être que celui de sa propre fille. Cette hypothèse est reprise par Linda Hart et Teresa de Lauretis. Or le 31 mai 1922, alors qu’elle suivait déjà depuis plusieurs années de façon informelle leurs discussions, Anna Freud se présente devant les membres de la Société psychanalytique de Vienne, avec une conférence d’admission intitulée « Schlagephantasie und Tagtraum (Fantasme d’être battu(e) et rêverie diurne) ». La conférencière remarque dès le début : « Dans la communication que j'apporte, il s'agit d'une petite illustration d'une étude du professeur Freud " Un enfant est battu ". Elle est née d'une série de conversations avec Mme Lou Andreas-Salomé, que je dois beaucoup remercier pour son intérêt et pour son aide. » Selon Elisabeth Young-Buehl et Ruth Menahem, le cas exposé, celui d’une jeune fille de 15 ans, est en réalité le sien propre, puisqu’à cette époque elle n’avait pas encore de patients.
En 1920, Sigmund Freud a offert à Anna « l'anneau réservé aux membres du Comité » : une intaille montée sur un anneau d'or. Alors qu'elle pratique la psychanalyse depuis 1923 à Vienne, elle est acceptée comme membre de la Société psychanalytique de Vienne en 1924. D'après Plon et Roudinesco, à la suite de la rupture de Sigmund Freud avec Otto Rank en 1924, elle remplace celui-ci au comité secret, écrivant à Max Eitingon : « [le comité] me reçoit en tant que membre » (lettre du 4 décembre 1924). Selon Barratt, elle n'intègre le comité qu'à la mort de Karl Abraham, en 1926.
Elle publie en 1936 Le Moi et les mécanismes de défense, essai dans lequel elle reprend des théorisations sur l'identification à l'agresseur, initiées par Sandor Ferenczi.
Elle demeure tout au long de sa vie proche de son père, affectivement et intellectuellement, devenant, avec son frère Ernst, héritière légale des archives et de l’œuvre de S. Freud.

## Le Moi et les mécanismes de défense
Laplanche et Pontalis considèrent qu'à la suite des apports scientifiques sur les mécanismes de défense en métapsychologie freudienne après 1926, « l'étude des mécanismes de défense est devenue un terme important de la recherche psychanalytique, notamment avec l'ouvrage d'Anna Freud qui leur est consacré », Le moi et les mécanismes de défense (Das Ich und die Abwehrmechanismen, 1936). Sans « se placer dans une perspective exhaustive ni systématique », « cet auteur », disent-ils, « s'attache sur des exemples concrets à décrire la variété, la complexité, l'extension des mécanismes de défense, montrant notamment comment la visée défensive peut utiliser les activités les plus diverses (fantasme, activité intellectuelle), comment la défense peut porter non seulement sur des revendications pulsionnelles, mais sur tout ce qui peut susciter un développement d'angoisse: émotions, situations, exigence du surmoi, etc. ». Selon Laplanche et Pontalis, Anna Freud est la première à décrire et à isoler dans cet ouvrage le mécanisme de défense de l'identification à l'agresseur.

## Psychanalyse des enfants

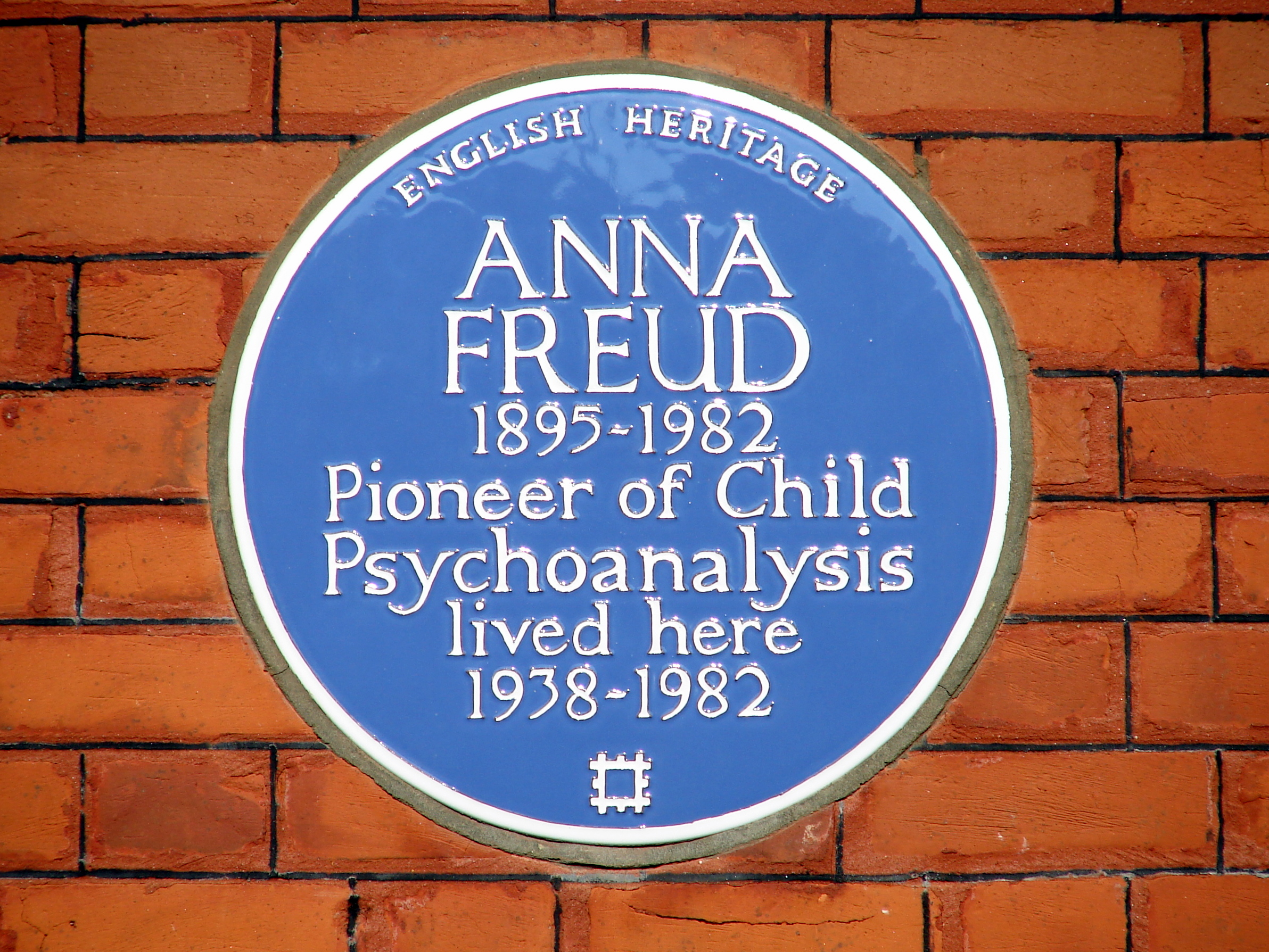
Plaque commémorative apposée au 20 Maresfield Gardens, Hampstead - London : « Anna Freud, pionnière en psychanalyse de l'enfant, vécut ici de 1938 à 1982 ».

Anna Freud entre dans le mouvement psychanalytique avec la psychanalyse pour les enfants, en présentant un travail le 31 mai 1922 devant la Société psychanalytique de Vienne (Wiener psychoanalytische Vereinigung),.
Sa première analyse d'enfant est celle de son neveu, W. Ernest Freud, qui est lui-même l'enfant observé par Freud dans le « jeu de la bobine ».
Elle fonde en 1927 à Vienne, avec Eva Rosenfeld puis Dorothy Burlingham une école inspirée à la fois par la psychanalyse et par la pédagogie nouvelle, notamment la pédagogie par les projets. Elle est appuyée dans cette entreprise par August Aichhorn. L'école de Hietzing (quartier de Vienne) existe jusqu'en 1932,.
En février 1937, elle fonde, grâce au soutien financier de la psychanalyste Edith Jackson, et avec l'appui de Dorothy Burlingham, une institution, la Jackson Nursery, à mi chemin entre la crèche et la nurserie, qui est avant tout destinée à prendre soin — selon des principes psychanalytiques — d'une douzaine d'enfants nécessiteux de moins de deux ans ; dans cet établissement les premiers stades de l'enfance sont observés. Après son exil en Angleterre et du fait de la guerre, elle ouvre une institution pour enfants, la Hampstead War Nursery, qu'elle tient avec D. Burlingham. Cette institution sert de laboratoire à ses recherches, où elle forme ses collaborateurs.
L'influence d'Anna Freud se manifeste dans la psychologie du moi, école qui s'est développée aux États-Unis.

## Opposition avec Melanie Klein

### Deux sortes de «filiation» en psychanalyse

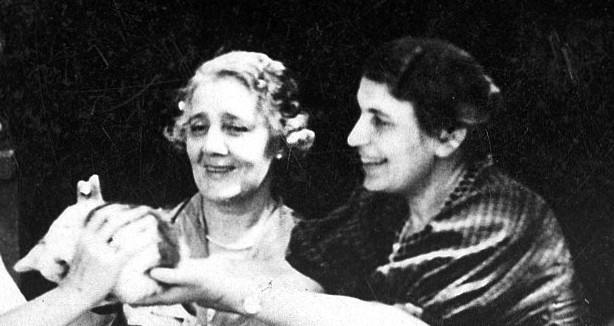
Anna Freud et Melanie Klein.

Par rapport au conflit qui oppose Melanie Klein et Anna Freud, Sophie de Mijolla-Mellor estime au cours d'une étude intitulée « Des femmes théoriciennes de la psychanalyse », que la filiation « à un père imaginaire est nettement plus aisée que lorsqu'il s'agit d'un père réel ». Elle renvoie à l'ouvrage de Riccardo Steiner, aux yeux duquel Anna Freud et Mélanie Klein « sont “deux filles luttant pour l'amour et la possession d'un père” ».

### Opposition théorico-clinique sur la «psychanalyse des enfants»
En 1927, Anna Freud écrit Introduction à la psychologie des enfants, point de départ de dissensions importantes avec Melanie Klein portant sur la conception du cadre analytique pour enfants. Pour Anna Freud, la psychanalyste établit un transfert positif, et assure un rôle pédagogique et éducatif avec l'enfant analysé, alors que Melanie Klein prône le jeu, qui correspond aux libres associations de la cure pour adultes.

### Les controverses Anna Freud -  Melanie Klein
Ces divergences prennent de l'ampleur à partir de 1938, lorsque Anna Freud s'exile après l'Anschluss pour échapper aux menaces antisémites et s'inscrit à la Société britannique de psychanalyse. Elles donnent lieu à des controverses scientifiques, qui se déroulent au sein de la Société, entre 1941 et 1945.

## Influence d'Anna Freud

### Orthodoxie freudienne et ego-psychology
Aux yeux des psychanalystes, Anna Freud est le plus souvent considérée comme « le garant de l'orthodoxie freudienne ». Mais selon Pamela Tytell, elle aurait mis à profit cet avantage pour influer sur la doctrine, d'une part en « déjargonisant » le vocabulaire freudien afin de mettre la théorie psychanalytique à la portée de non-analystes comme les parents et les éducateurs (L'Initiation à la psychanalyse pour éducateurs), d'autre part et surtout « en accentuant le rôle de l'ego dans la personnalité et en infléchissant les théories de son père dans le sens d'une psychologie du moi ».

### Annafreudisme
Dans l'histoire du mouvement psychanalytique, Élisabeth Roudinesco et Michel Plon définissent « annafreudisme » par opposition à kleinisme comme un « courant représenté par les divers partisans d'Anna Freud ». Étant donné que la division entre le kleinisme et l'annafreudisme recouvre celle entre psychose et névrose, elle est notamment au cœur de la question de la psychanalyse des enfants. Par rapport aux kleiniens et post-kleiniens qui étendent la cure psychanalytique (référée aux névroses et au complexe d'Œdipe) aux très jeunes enfants, aux états-limites et à la relation archaïque à la mère, les annafreudiens « conçoivent le traitement des psychoses à partir de celui des névroses en y introduisant une dimension sociale et prophylactique », tandis qu'une telle dimension n'est pas prise en compte dans la théorie kleinienne qui se réfère seulement à la réalité psychique ou à l'imaginaire du sujet.
De même que le kleinisme et l' Ego psychology, le courant annafreudien s'est développé au sein de l'International Psychoanalytical Association (IPA), surtout en Grande-Bretagne et aux États-Unis.

## Travaux et correspondances
- « Fantasme d'être battu et rêverie » (1922), in M.-C. Hamon (éd.), Féminité mascarade. Études psychanalytiques, Le Seuil, 1994.
- Le Normal et le pathologique chez l’enfant (trad. Daniel Widlöcher), Gallimard, 1968.
- L'Enfant dans la psychanalyse (traduit de l'anglais par Daniel Widlöcher, François Binous et Marie-Claire Calothy), avant propos de Daniel Widlöcher, Gallimard (collection « Connaissance de l'inconscient »), 1976
- Le Moi et les mécanismes de défense (Das Ich und die Abwehrmechanismen, 1936), Puf, 2001  (ISBN 2130518346)
- Le Traitement psychanalytique des enfants (Textes de 1926, 1927, 1945), traduit de l'allemand par Elisabeth Rochat, traduit de l'anglais par Anne Berman, Puf, 2002  (ISBN 2130527264)
- Les Enfants malades (avec Thesi Bergmann), Toulouse, Privat.
- Initiation à la psychanalyse pour les éducateurs, Toulouse, Privat.
- Lettres à Eva Rosenfeld 1919-1937, éditées par Peter Heller, Hachette Littératures, 2003 (éd. anglaise 1992)  (ISBN 201235727X)
- Lou Andreas-Salomé, Anna Freud, À l'ombre du père. Correspondance 1919-1937, Hachette, 2006  (ISBN 2012357288)
- Sigmund Freud et Anna Freud, Correspondance 1904-1938, préface d’É. Roudinesco, édition établie et postfacée par Ingeborg Meyer-Palmedo, traduit de l’allemand par Olivier Mannoni, Paris, Fayard, 2012.
- Sigmund Freud, Lettres à ses enfants, édition de Michael Schröter avec la collaboration d’Ingeborg Meyer-Palmedo et Ernst Falzeder, traduction de l’allemand par Fernand Cambon, Paris, Aubier, 2012.

## Hommages
- 1950 : doctorat honoris causa de l'université Clark
- 1965 : membre d'honneur de la British Psychological Society
- 1967 : Commander of the Order of the British Empire (CBE)

## Réception aujourd'hui
La figure d'Anna Freud semble intéresser particulièrement l'opinion sur deux thèmes croisés d'ordre biographique plus dans le registre de leur réception aujourd'hui : la relation d'Anna Freud à son père et au « père » de la psychanalyse et l'émancipation relative d'Anna Freud par rapport au même père comprenant son interprétation rétrospective sur le thème actuel du « genre » dans l'histoire des idées au début du XXIe siècle.

### La relation père-fille
Anna Freud mettrait en question la théorie freudienne du refoulement des désirs incestueux dans le complexe d’Œdipe. Teresa de Lauretis parle d’un « pas-si-refoulé-que-ça ». Anna Freud a contribué à ce que les conceptions de Freud sur la sexualité féminine, sur le complexe d’Œdipe, soient bouleversées[pas clair]. Plusieurs groupes de chercheurs ont suivi cette piste : en France, Isabelle Mangou a parlé de « Queer Anna », Mayette Viltard, se référant à l'étude de la Gradiva de Jensen, évoque le psychanalyste comme « un cas de nymphe ». Linda Hart analyse la conférence comme « un dialogue fille/père, où la fille parle à la fois le langage du père et le sien propre », ce qui fait de la conférence une performance[pas clair]. Colette Piquet, avec un groupe de recherche de l’École lacanienne de psychanalyse, analyse le texte de la conférence comme une pièce de théâtre où chaque protagoniste joue son propre rôle, Freud, Anna Freud et Lou Andreas-Salomé.

### La relation Anna Freud - Sigmund Freud - Lou Andreas-Salomé
Dans le cadre d'une rencontre de l'A.I.H.P. sur Les femmes dans l'histoire de la psychanalyse, Inge Weber étudie cette « “liaison à trois” » qui se noue entre Anna Freud, Sigmund Freud et Lou Andreas-Salomé: « il s'agit d'une relation unique dans l'histoire du mouvement psychanalytique, la relation durable entre un père, sa fille et une amie qui devient également l'amie de sa fille », écrit-elle.

### Hypothèses sur une «homophobie» et «homosexualité» d'Anna Freud
Élisabeth Roudinesco relève qu'Anna Freud est « la compagne de toute une vie » de Dorothy Burlingham. Celle-ci s'installe en 1929 avec ses quatre enfants dans un appartement de l'immeuble viennois où habitent les Freud, et où Anna a un appartement.
En s'appuyant sur la préface d'Élisabeth Roudinesco à la Correspondance Anna Freud 1904-1938 récemment parue, Albert Ledorze pense que contrairement à son père, Anna Freud est convaincue que l'homosexualité est une perversion ou une « maladie » ; elle s'oppose à l'exercice de la psychanalyse par des homosexuels,.
La cure avec son père lui fait « haïr sa propre homosexualité » tout en lui permettant de vivre une vie d'intellectuelle et de faire autorité dans le mouvement psychanalytique. Elle est conservatrice sur le plan moral parce qu'elle est dépositaire de l'orthodoxie. Pour Annie Fortems, son « discours quasi-homophobe » s'apparente à une « haine de soi » qui lui permet aussi de se protéger à une époque où l'homosexualité est illégale ; il est également destiné à l'IPA, qui est hostile à cette pratique, dont Anna représente l'un des principaux courants.
Le journaliste Matthew Campbell rapporte que selon Roudinesco, elle fut accusée, comme d'autres disciples de Freud, d'homophobie.
Selon Jean Allouch, « l'homosexualité d'Anna » (une relation avec Lou Andreas-Salomé qu'il qualifie de « lesbianisme » qui ne contestait pas le phallocentrisme et le familialisme) était encouragée par Sigmund Freud et connue de quelques-uns au moins des élèves de celui-ci. D'après Michel Onfray, elle est homosexuelle. D'après Maxime Foerster, elle est à la fois « lesbienne et homophobe ». Daniel Borrillo, qui note le caractère hétérosexiste de la psychanalyse, considère Anna comme « lesbienne ». Pour Clémentine Portier-Kaltenbach elle est une « homosexuelle homophobe ».